# Портрет Луки Пачоли
«Портрет Луки Пачоли и неизвестного юноши» (итал. Ritratto di Luca Pacioli) — картина, приписываемая итальянскому художнику Якопо де Барбари, написана около 1500 года. Выставлена в Музее Каподимонте в Неаполе.

## Описание
Картина написана темперой на деревянной доске. На картине изображён итальянский математик Лука Пачоли в рясе монаха-францисканца, справа за ним — неизвестный юноша. На столе перед Пачоли лежат аспидная доска, на торце которой нанесена надпись «EVCLIDES.» — Эвклид. На доске нарисован мелом равнобедренный треугольник с медианой, вписанный в окружность. На столе лежат следующие предметы: кусок мела, циркуль, угломер, чернильница со вставленным в неё стилосом, чёрный пенал или губка, а также шкатулка или пенал для книги, на которой лежит модель додекаэдра. На шкатулке выполнена надпись «Li. R. Luc. Bur.», что, вероятно, расшифровывается как лат. Liber Reverendi Lucae Burgensis («Книга преподобного Луки, жителя Борго»). Возможно, шкатулка предназначена для книги Пачоли, которая раскрыта на столе. Книга Пачоли «Сумма арифметики, геометрии, отношений и пропорций» (итал. Summa de arithmetica, geometria, proportioni et proportionalità) была напечатана в Венеции в 1494 году. Наконец, с потолка свисает стеклянная модель ромбокубоктаэдра, которая наполовину заполнена водой, иллюстрируя эффект тройного отражения.

## Провенанс
Картина впервые упоминается в 1631 году в инвентаризационных записях Палаццо Дукале в Урбино. Позднее картину перевезла во Флоренцию Виттория делла Ровере-Медичи. Картина упоминается в XIX веке как собственность семьи Оттавиано, принадлежавших к роду Медичи. Впоследствии она была приобретена итальянским государством.

## Авторство
Автором картины принято считать итальянского художника Якопо де Барбари, так как на картуше выполнена надпись «IACO.BAR. VIGENNIS. P. 1495», а над надписью выполнено загадочное изображение мухи. Некоторые искусствоведы и историки, однако, полагают это предположение ошибочным.
В числе прочих существует также версия о том, что автором картины является Леонардо да Винчи, который сотрудничал с Пачоли, когда тот приезжал в Милан в 1496 году.

## Неизвестный юноша
Личность юноши, изображённого за Пачоли, точно не идентифицирована, на этот счёт имеется несколько версий:
- возможно, это князь Урбино Гвидобальдо да Монтефельтро, который интересовался математикой и которому была посвящена книга Пачоли[5];
- возможно, это немецкий художник Альбрехт Дюрер[2];
- возможно, это Франческо ди Бартоломео Аркинто (Francesco di Bartolomeo Archinto), чей очень похожий портрет в стиле Леонардо хранится в Лондонской Национальной галерее[6].

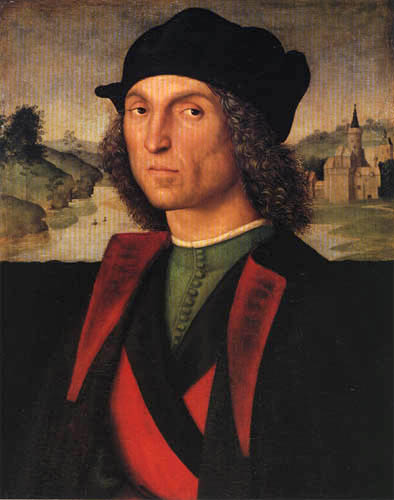
Гвидобальдо да Монтефельтро, Рафаэль Санти, ок. 1502.
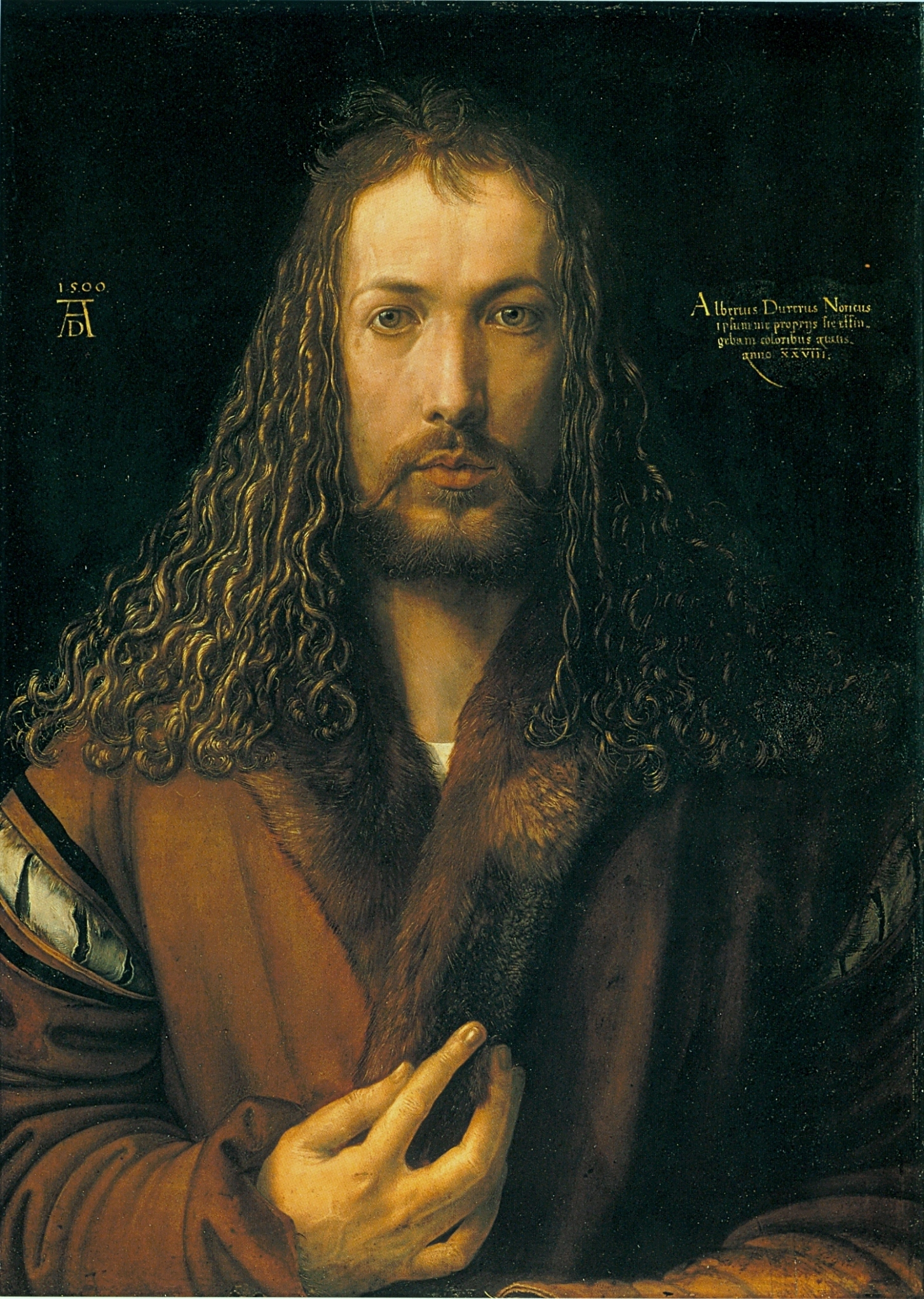
Автопортрет, Альбрехт Дюрер, 1500.
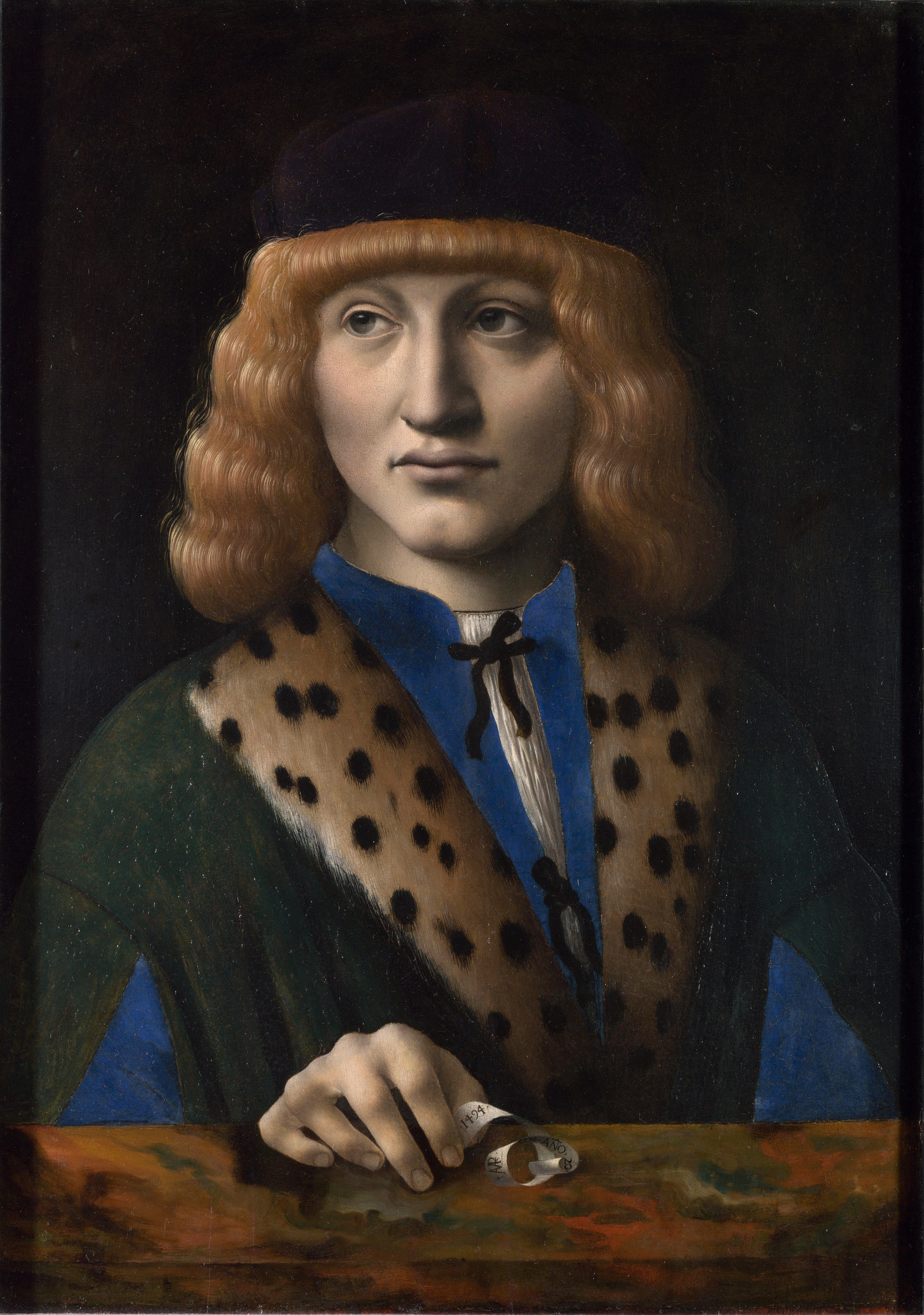
Франческо ди Бартоломео Аркинто, Амброджио де Предис, ок. 1490.